# Seznam italijanskih dirkačev
Seznam italijanskih dirkačev.

## A
- Michele Alboreto (1956—2001)
- Elio de Angelis (1958—1986)
- Andrea Kimi Antonelli
- Alberto Ascari (1918—1955)
- Antonio Ascari (1888—1925)

## B
- Luca Badoer (1971)
- Giancarlo Baghetti (1934—1995)
- Lorenzo Bandini (1935—1967)
- Max Biaggi (*1971)
- Fausto Bormolini
- Baconin Borzacchini (1898—1933)
- Vittorio Brambilla (1937—2001)

## C
- Giuseppe Campari (1892—1933)
- Eugenio Castellotti (1930—1957)
- Andrea de Cesaris (1959)
- Franco Cortese (1903—1986)
- Stefano Cruciani (1979)

## D
- Andrea Dovizioso (1986)

## F
- Luigi Fagioli (1898—1952)
- Nino Farina (1906—1966)
- Enzo Ferrari (1898—1988)
- Giancarlo Fisichella (*1973)
- Ambrogio Fogar (1941–2005) (rally)

## G
- Antonio Giovinazzi (*1993)

## I
- Andrea Iannone (*1989)

## L
- Nicola Larini (*1964)
- Vitantonio Liuzzi (*1981)

## M
- Pierluigi Martini (*1961)
- Ernesto Maserati (1898—1968)
- Luigi Musso (1924—1958)

## N
- Alessandro Nannini (*1959)
- Tazio Nuvolari (1892—1953)

## P
- Riccardo Paletti (1958-1982)
- Riccardo Patrese (*1954)

## R
- Valentino Rossi (*1979)

## S
- Alex Salvini (1985) - motokrosist
- Ludovico Scarfiotti (1933—1968)
- Francesco Severi (1907—1980)

## T
- Piero Taruffi (1906—1988)
- Jarno Trulli (*1974)

## V
- Achille Varzi (1904—1948)
- Emilio Villoresi (1914—1939)
- Luigi Villoresi (1909—1997)

## Z
- Alex Zanardi (*1966)